# Obiezione di coscienza sull'interruzione di gravidanza
Per obiezione di coscienza sull'interruzione di gravidanza si intende la facoltà dei professionisti sanitari di non prendere parte alle procedure di interruzione di gravidanza per ragioni etiche e di coscienza.
Riconosciuta dalla quasi totalità degli ordinamenti, è solitamente regolamentata in modo da garantire l'accesso all'aborto quando necessario alla tutela della vita e della salute della gestante e che sia possibile accedervi in altro modo.

## Per territorio

### Europa
Il diritto all'obiezione di coscienza è garantito da tutti gli stati del Continente che ammettono l'aborto volontario, meno Svezia e Finlandia.
In Bulgaria e Repubblica Ceca è data facoltà ai medici di obiettare, ma devono riferire la donna ad un fornitore sanitario che pratica l'aborto qualora venga richiesto: una simile misura è prevista in Islanda, dove al rifiuto dell'operatore sanitario corrisponde il dovere per la sua struttura di trovare un'alternativa.
In Italia, in base alla legge 22 maggio 1978, n. 194, il personale sanitario che obietta deve comunicarlo in anticipo all'autorità ed è lecito l'uso della mobilità del personale al fine di garantire un adeguato numero di medici non obiettori in ogni struttura: tale rifiuto è in ogni caso limitato all'attività abortiva stessa e non a eventuali cure precedenti o successive ad essa.
Nel 2020 la Corte europea dei diritti dell'uomo ha respinto il ricorso di due ostetriche svedesi che desideravano veder riconosciuto il proprio diritto a non prendere parte alle procedure abortive.

### America

#### Stati Uniti
Negli Stati Uniti d'America l'obiezione di coscienza è stata introdotta in tutti gli ordinamenti statali e in quello federale dopo la sentenza Roe contro Wade, vietando ad esempio agli ospedali che ricevevano fondi pubblici di obbligare i propri dipendenti a praticare aborti: tali misure vennero sostenute anche da Harry Blackmun, autore della sentenza stessa, come forma di tutela per i professionisti sanitari. Tale status, in mutamento dopo l'annullamento del diritto federale all'aborto in Dobbs contro Jackson Women's Health Organization, è contestato dalle associazioni abortiste come Planned Parenthood o Reproductive Freedom for All, che ritengono che i professionisti della salute abbiano un dovere di soddisfare i propri pazienti anche se ciò è contrario alla propria etica.
Prima del ribaltamento di Roe v. Wade la maggioranza dei medici nel settore privato non praticava aborti, spesso non fornendo nemmeno un rinvio ad un professionista praticante. Inoltre, gli Stati Uniti sono uno dei pochi paesi a non prevedere genericamente eccezioni ad essa, rendendo potenzialmente legale anche la negazione di servizi emergenziali.

#### Canada
In Canada è lecita l'obiezione di coscienza e il modello utilizzato per l'aborto è stato proposto anche nei riguardi del suicidio assistito.

### Africa
L'unico paese del continente africano a proibire esplicitamente l'obiezione di coscienza è l'Etiopia.

### Oceania
In Australia l'obiezione di coscienza è riservata al personale sanitario ed è applicabile in qualsiasi caso, eccetto che in quelli d'emergenza, con il medico che è obbligato a dichiarare il proprio status alla paziente e a indirizzarla verso un fornitore che pratica l'aborto se così desidera: circa il 15% dei medici la pratica. Identica a livello legislativo è la situazione in Nuova Zelanda, dove però è ammissibile la discriminazione in fase di assunzione per permettere alle strutture sanitarie di avere un numero minimo di non obiettori.

## Aspetti etici
L'Organizzazione mondiale della sanità sostiene che, nel rispetto dell'obiezione di coscienza, debbano essere fornite alle pazienti tutte le informazioni possibili, anche sui trattamenti sui cui l'operatore sanitario obietta, e che sia necessario fornire un accesso legale alternativo all'aborto nei tempi e nei modi consentiti dalla legge.
Taluni criticano gli obiettori di coscienza per non fornire alle donne un servizio medico necessario, a cui altri rispondono facendo notare che la maggioranza degli aborti non sono medicalmente necessari ma elettivi e che dunque non è parte del dovere del medico praticarli.